# Três Dias de Bruges–De Panne feminina 2019
A 2.ª edição dos Três Dias de Bruges–De Panne feminina celebrou-se a 28 de março de 2019 sobre um percurso de 134,4 km com início em Bruges e final na cidade de De Panne na Bélgica.
A carreira fez parte do UCI WorldTour Feminino de 2019 como concorrência de categoria 1.wwT do calendário ciclístico de máximo nível mundial sendo a quarta carreira de dito circuito e foi vencida pela ciclista neerlandesa Kirsten Wild da equipa WNT-Rotor. O pódio completaram-no a também neerlandesa Lorena Wiebes da equipa Parkhotel Valkenburg e a belga Lotte Kopecky da equipa Lotto Soudal Ladies.

## Equipas
Tomaram parte na carreira um total de 20 equipas convidadas pela organização, todos eles de categoria UCI Team Feminino, quem conformaram um pelotão de 118 ciclistas e destas terminaram 112. As equipas participantes foram:
| Equipes femininas profissionais (20)- Alé Cipollini - Astana Women's - Bigla - Boels Dolmans - BTC City Ljubljana - Canyon-SRAM Racing - CCC-Liv - Doltcini-Van Eyck Sport - FDJ-Nouvelle Aquitaine-Futuroscope - Health Mate-Ladies Team - Lotto Soudal Ladies - Mitchelton-Scott - Movistar Team - Parkhotel Valkenburg-Destil - Sunweb Women - Tibco-Silicon Valley Bank - Trek-Segafredo - Valcar Cylance - Virtu Cycling Women - WNT-Rotor Pro Cycling |
| |

## Classificações finais
As classificações finalizaram da seguinte forma:

### Classificação geral
| \| Classificação geral \| Classificação geral \| Classificação geral \| Classificação geral \| Classificação geral \| \| Ciclista \| Ciclista \| Equipe \| Tempo \| \| \| ------------------- \| ------------------- \| ---------------------------------- \| ------------------- \| ------------------- \| \| 1. \| Kirsten Wild \| WNT-Rotor Pro Cycling \| 3h13m07s \| \| \| 2. \| Lorena Wiebes \| Parkhotel Valkenburg \| + 0s \| \| \| 3. \| Lotte Kopecky \| Lotto Soudal Ladies \| + 0s \| \| \| 4. \| Lotta Lepistö \| Trek-Segafredo \| + 0s \| \| \| 5. \| Susanne Andersen \| Sunweb \| + 0s \| \| \| 6. \| Elisa Balsamo \| Valcar Cylance \| + 0s \| \| \| 7. \| Marta Bastianelli \| Virtu Cycling Women \| + 0s \| \| \| 8. \| Emilia Fahlin \| FDJ-Nouvelle Aquitaine-Futuroscope \| + 0s \| \| \| 9. \| Arlenis Sierra \| Astana Women's Team \| + 0s \| \| \| 10. \| Marianne Vos \| CCC-Liv \| + 0s \| \| |                   |                                    |          |
| |                   |                                    |          |
| Fonte: ProCyclingStats |                   |                                    |          |
| Classificação geral |                   |                                    |          |
| Ciclista | Ciclista          | Equipe                             | Tempo    |
| 1. | Kirsten Wild      | WNT-Rotor Pro Cycling              | 3h13m07s |
| 2. | Lorena Wiebes     | Parkhotel Valkenburg               | + 0s     |
| 3. | Lotte Kopecky     | Lotto Soudal Ladies                | + 0s     |
| 4. | Lotta Lepistö     | Trek-Segafredo                     | + 0s     |
| 5. | Susanne Andersen  | Sunweb                             | + 0s     |
| 6. | Elisa Balsamo     | Valcar Cylance                     | + 0s     |
| 7. | Marta Bastianelli | Virtu Cycling Women                | + 0s     |
| 8. | Emilia Fahlin     | FDJ-Nouvelle Aquitaine-Futuroscope | + 0s     |
| 9. | Arlenis Sierra    | Astana Women's Team                | + 0s     |
| 10. | Marianne Vos      | CCC-Liv                            | + 0s     |

## Ciclistas participantes e posições finais
| Boels Dolmans DLT | Boels Dolmans DLT                 | Boels Dolmans DLT |
| ----------------- | --------------------------------- | ----------------- |
| Num               | Ciclista                          | Pos               |
| 1                 | Amy Pieters (NED)                 | 28.               |
| 2                 | Jip van den Bos (NED)             | 46.               |
| 3                 | Eva Buurman (NED)                 | 47.               |
| 4                 | Amalie Dideriksen (DEN) (estrada) | 16.               |
| 5                 | Christine Majerus (LUX) (estrada) | 25.               |
| 6                 | Skylar Schneider (USA)            | 75.               |

| Lotto Soudal Ladies LSL | Lotto Soudal Ladies LSL      | Lotto Soudal Ladies LSL |
| ----------------------- | ---------------------------- | ----------------------- |
| Num                     | Ciclista                     | Pos                     |
| 11                      | Annelies Dom (BEL) (estrada) | 33.                     |
| 12                      | Kelly Van den Steen (BEL)    | 32.                     |
| 13                      | Alana Castrique (BEL)        | 61.                     |
| 14                      | Chantal Hoffmann (LUX)       | 91.                     |
| 15                      | Lotte Kopecky (BEL)          | 3.                      |
| 16                      | Nguyễn Thị Thật (VIE)        | 31.                     |

| Alé Cipollini ALE | Alé Cipollini ALE             | Alé Cipollini ALE |
| ----------------- | ----------------------------- | ----------------- |
| Num               | Ciclista                      | Pos               |
| 21                | Jelena Erić (SRB)             | 96.               |
| 22                | Chloe Hosking (AUS)           | 14.               |
| 23                | Diana Peñuela (COL)           | 62.               |
| 24                | Romy Kasper (GER)             | 86.               |
| 25                | Anna Trevisi (ITA)            | 55.               |
| 26                | Marjolein van 't Geloof (NED) | 40.               |

| Astana Women's Team ASA | Astana Women's Team ASA        | Astana Women's Team ASA |
| ----------------------- | ------------------------------ | ----------------------- |
| Num                     | Ciclista                       | Pos                     |
| 31                      | Amiliya Iskakova (KAZ)         | 104.                    |
| 32                      | Olga Shekel (UKR) (estrada)    | 56.                     |
| 33                      | Jeidy Pradera (CUB)            | 107.                    |
| 34                      | Natalya Saifutdinova (KAZ)     | 74.                     |
| 35                      | Lizbeth Salazar (MEX)          | 36.                     |
| 36                      | Arlenis Sierra (CUB) (estrada) | 9.                      |

| Bigla BIG | Bigla BIG                     | Bigla BIG |
| --------- | ----------------------------- | --------- |
| Num       | Ciclista                      | Pos       |
| 41        | Elizabeth Banks (GBR)         | DNF       |
| 42        | Nicole Hanselmann (SUI)       | 65.       |
| 43        | Martina Alzini (ITA)          | 102.      |
| 44        | Julie Norman Leth (DEN)       | 12.       |
| 45        | Maria Vittoria Sperotto (ITA) | 27.       |

| BTC City Ljubljana BTC | BTC City Ljubljana BTC   | BTC City Ljubljana BTC |
| ---------------------- | ------------------------ | ---------------------- |
| Num                    | Ciclista                 | Pos                    |
| 51                     | Maaike Boogaard (NED)    | 83.                    |
| 52                     | Anja Longyka (SLO)       | DNF                    |
| 53                     | Anastasia Chursina (RUS) | 41.                    |
| 54                     | Hayley Simmonds (GBR)    | 105.                   |
| 55                     | Mia Radotić (CRO)        | 30.                    |
| 56                     | Monique van de Ree (NED) | 64.                    |

| Canyon-SRAM Racing CSR | Canyon-SRAM Racing CSR | Canyon-SRAM Racing CSR |
| ---------------------- | ---------------------- | ---------------------- |
| Num                    | Ciclista               | Pos                    |
| 61                     | Alice Barnes (GBR)     | 94.                    |
| 62                     | Tiffany Cromwell (AUS) | 18.                    |
| 63                     | Tanja Erath (GER)      | 110.                   |
| 64                     | Lisa Klein (GER)       | 15.                    |
| 65                     | Rotem Gafinovitz (ISR) | 108.                   |
| 66                     | Alexis Ryan (USA)      | 97.                    |

| CCC-Liv CCC | CCC-Liv CCC                    | CCC-Liv CCC |
| ----------- | ------------------------------ | ----------- |
| Num         | Ciclista                       | Pos         |
| 71          | Marianne Vos (NED)             | 10.         |
| 72          | Valerie Demey (BEL)            | 53.         |
| 73          | Evy Kuijpers (NED)             | 101.        |
| 74          | Marta Lach (POL)               | 103.        |
| 75          | Agnieszka Skalniak-Sójka (POL) | 48.         |

| Doltcini-Van Eyck Sport DVE | Doltcini-Van Eyck Sport DVE     | Doltcini-Van Eyck Sport DVE |
| --------------------------- | ------------------------------- | --------------------------- |
| Num                         | Ciclista                        | Pos                         |
| 81                          | Daniela Reis (POR) (estrada)    | 43.                         |
| 82                          | Pascale Jeuland-Tranchant (FRA) | 29.                         |

| sem equipe ___ | sem equipe ___     | sem equipe ___ |
| -------------- | ------------------ | -------------- |
| Num            | Ciclista           | Pos            |
| 83             | Kelly Markus (NED) | 50.            |

| Doltcini-Van Eyck Sport DVE | Doltcini-Van Eyck Sport DVE | Doltcini-Van Eyck Sport DVE |
| --------------------------- | --------------------------- | --------------------------- |
| Num                         | Ciclista                    | Pos                         |
| 84                          | Victoire Berteau (FRA)      | 87.                         |
| 85                          | Saartje Vandenbroucke (BEL) | 89.                         |
| 86                          | Séverine Eraud (FRA)        | DNF                         |

| FDJ-Nouvelle Aquitaine-Futuroscope FDJ | FDJ-Nouvelle Aquitaine-Futuroscope FDJ | FDJ-Nouvelle Aquitaine-Futuroscope FDJ |
| -------------------------------------- | -------------------------------------- | -------------------------------------- |
| Num                                    | Ciclista                               | Pos                                    |
| 91                                     | Charlotte Becker (GER)                 | 54.                                    |
| 92                                     | Charlotte Bravard (FRA)                | 57.                                    |
| 93                                     | Coralie Demay (FRA)                    | 72.                                    |
| 94                                     | Emilia Fahlin (SWE) (estrada)          | 8.                                     |
| 95                                     | Lauren Kitchen (AUS)                   | 44.                                    |
| 96                                     | Greta Richioud (FRA)                   | 51.                                    |

| Health Mate-Ladies Team HMT | Health Mate-Ladies Team HMT   | Health Mate-Ladies Team HMT |
| --------------------------- | ----------------------------- | --------------------------- |
| Num                         | Ciclista                      | Pos                         |
| 101                         | Sara Mustonen (SWE)           | 49.                         |
| 102                         | Christina Schweinberger (AUT) | 93.                         |
| 103                         | Kathrin Schweinberger (AUT)   | 21.                         |
| 104                         | Laura Süßemilch (GER)         | 70.                         |
| 105                         | Kirstie van Haaften (NED)     | 85.                         |
| 106                         | Kylie Waterreus (NED)         | 67.                         |

| Mitchelton-Scott MTS | Mitchelton-Scott MTS  | Mitchelton-Scott MTS |
| -------------------- | --------------------- | -------------------- |
| Num                  | Ciclista              | Pos                  |
| 111                  | Jessica Allen (AUS)   | 99.                  |
| 112                  | Gracie Elvin (AUS)    | 52.                  |
| 113                  | Grace Brown (AUS)     | 112.                 |
| 114                  | Sarah Roy (AUS)       | 23.                  |
| 115                  | Amanda Spratt (AUS)   | 98.                  |
| 116                  | Moniek Tenniglo (NED) | 80.                  |

| Movistar Team MOV | Movistar Team MOV              | Movistar Team MOV |
| ----------------- | ------------------------------ | ----------------- |
| Num               | Ciclista                       | Pos               |
| 121               | Paula Patiño (COL)             | 92.               |
| 122               | Roxane Fournier (FRA)          | 11.               |
| 123               | Sheyla Gutiérrez (ESP)         | 77.               |
| 124               | Gloria Rodríguez Sánchez (ESP) | 76.               |
| 125               | Lourdes Oyarbide (ESP)         | 106.              |
| 126               | Alba Teruel Ribes (ESP)        | 66.               |

| Parkhotel Valkenburg PHV | Parkhotel Valkenburg PHV  | Parkhotel Valkenburg PHV |
| ------------------------ | ------------------------- | ------------------------ |
| Num                      | Ciclista                  | Pos                      |
| 131                      | Roxane Knetemann (NED)    | 68.                      |
| 132                      | Sofie De Vuyst (BEL)      | 63.                      |
| 133                      | Sylvie Swinkels (NED)     | 109.                     |
| 134                      | Loes Adegeest (NED)       | DNF                      |
| 135                      | Janine van der Meer (NED) | 42.                      |
| 136                      | Lorena Wiebes (NED)       | 2.                       |

| Sunweb SUN | Sunweb SUN               | Sunweb SUN |
| ---------- | ------------------------ | ---------- |
| Num        | Ciclista                 | Pos        |
| 141        | Susanne Andersen (NOR)   | 5.         |
| 142        | Lucinda Brand (NED)      | DNF        |
| 143        | Leah Kirchmann (CAN)     | 26.        |
| 144        | Floortje Mackaij (NED)   | DNF        |
| 145        | Pernille Mathiesen (DEN) | 111.       |
| 146        | Julia Soek (NED)         | 84.        |

| Tibco-Silicon Valley Bank TIB | Tibco-Silicon Valley Bank TIB | Tibco-Silicon Valley Bank TIB |
| ----------------------------- | ----------------------------- | ----------------------------- |
| Num                           | Ciclista                      | Pos                           |
| 151                           | Brodie Chapman (AUS)          | 45.                           |
| 152                           | Lauren Stephens (USA)         | 90.                           |
| 153                           | Alison Jackson (CAN)          | 19.                           |
| 154                           | Nina Kessler (NED)            | 17.                           |
| 155                           | Kendall Ryan (USA)            | 22.                           |
| 156                           | Rozanne Slik (NED)            | 60.                           |

| Virtu Cycling Women TVC | Virtu Cycling Women TVC           | Virtu Cycling Women TVC |
| ----------------------- | --------------------------------- | ----------------------- |
| Num                     | Ciclista                          | Pos                     |
| 161                     | Marta Bastianelli (ITA) (estrada) | 7.                      |
| 162                     | Sofia Bertizzolo (ITA)            | 73.                     |
| 163                     | Barbara Guarischi (ITA)           | 38.                     |
| 164                     | Mieke Kröger (GER)                | 95.                     |
| 165                     | Christina Siggaard (DEN)          | 35.                     |
| 166                     | Katarzyna Pawłowska (POL)         | 69.                     |

| Valcar Cylance VAL | Valcar Cylance VAL              | Valcar Cylance VAL |
| ------------------ | ------------------------------- | ------------------ |
| Num                | Ciclista                        | Pos                |
| 171                | Elisa Balsamo (ITA)             | 6.                 |
| 172                | Marta Cavalli (ITA) (estrada)   | 13.                |
| 173                | Maria Giulia Confalonieri (ITA) | 20.                |
| 174                | Silvia Persico (ITA)            | 71.                |
| 175                | Silvia Pollicini (ITA)          | 59.                |
| 176                | Ilaria Sanguineti (ITA)         | 24.                |

| Trek-Segafredo TFS | Trek-Segafredo TFS            | Trek-Segafredo TFS |
| ------------------ | ----------------------------- | ------------------ |
| Num                | Ciclista                      | Pos                |
| 181                | Lauretta Hanson (AUS)         | 81.                |
| 182                | Lotta Lepistö (FIN) (estrada) | 4.                 |
| 183                | Letizia Paternoster (ITA)     | 37.                |
| 184                | Ellen van Dijk (NED)          | 58.                |
| 185                | Elisa Longo Borghini (ITA)    | 82.                |
| 186                | Trixi Worrack (GER)           | 100.               |

| WNT-Rotor Pro Cycling WNT | WNT-Rotor Pro Cycling WNT     | WNT-Rotor Pro Cycling WNT |
| ------------------------- | ----------------------------- | ------------------------- |
| Num                       | Ciclista                      | Pos                       |
| 191                       | Lisa Brennauer (GER)          | 34.                       |
| 192                       | Claudia Koster (NED)          | 39.                       |
| 193                       | Gabrielle Pilote Fortin (CAN) | 88.                       |
| 194                       | Sarah Rijkes (AUT)            | 79.                       |
| 195                       | Lin Lea Teutenberg (GER)      | 78.                       |
| 196                       | Kirsten Wild (NED)            | 1.                        |

| Boels Dolmans DLT | Boels Dolmans DLT                 | Boels Dolmans DLT |
| ----------------- | --------------------------------- | ----------------- |
| Num               | Ciclista                          | Pos               |
| 1                 | Amy Pieters (NED)                 | 28.               |
| 2                 | Jip van den Bos (NED)             | 46.               |
| 3                 | Eva Buurman (NED)                 | 47.               |
| 4                 | Amalie Dideriksen (DEN) (estrada) | 16.               |
| 5                 | Christine Majerus (LUX) (estrada) | 25.               |
| 6                 | Skylar Schneider (USA)            | 75.               |

| Lotto Soudal Ladies LSL | Lotto Soudal Ladies LSL      | Lotto Soudal Ladies LSL |
| ----------------------- | ---------------------------- | ----------------------- |
| Num                     | Ciclista                     | Pos                     |
| 11                      | Annelies Dom (BEL) (estrada) | 33.                     |
| 12                      | Kelly Van den Steen (BEL)    | 32.                     |
| 13                      | Alana Castrique (BEL)        | 61.                     |
| 14                      | Chantal Hoffmann (LUX)       | 91.                     |
| 15                      | Lotte Kopecky (BEL)          | 3.                      |
| 16                      | Nguyễn Thị Thật (VIE)        | 31.                     |

| Alé Cipollini ALE | Alé Cipollini ALE             | Alé Cipollini ALE |
| ----------------- | ----------------------------- | ----------------- |
| Num               | Ciclista                      | Pos               |
| 21                | Jelena Erić (SRB)             | 96.               |
| 22                | Chloe Hosking (AUS)           | 14.               |
| 23                | Diana Peñuela (COL)           | 62.               |
| 24                | Romy Kasper (GER)             | 86.               |
| 25                | Anna Trevisi (ITA)            | 55.               |
| 26                | Marjolein van 't Geloof (NED) | 40.               |

| Astana Women's Team ASA | Astana Women's Team ASA        | Astana Women's Team ASA |
| ----------------------- | ------------------------------ | ----------------------- |
| Num                     | Ciclista                       | Pos                     |
| 31                      | Amiliya Iskakova (KAZ)         | 104.                    |
| 32                      | Olga Shekel (UKR) (estrada)    | 56.                     |
| 33                      | Jeidy Pradera (CUB)            | 107.                    |
| 34                      | Natalya Saifutdinova (KAZ)     | 74.                     |
| 35                      | Lizbeth Salazar (MEX)          | 36.                     |
| 36                      | Arlenis Sierra (CUB) (estrada) | 9.                      |

| Bigla BIG | Bigla BIG                     | Bigla BIG |
| --------- | ----------------------------- | --------- |
| Num       | Ciclista                      | Pos       |
| 41        | Elizabeth Banks (GBR)         | DNF       |
| 42        | Nicole Hanselmann (SUI)       | 65.       |
| 43        | Martina Alzini (ITA)          | 102.      |
| 44        | Julie Norman Leth (DEN)       | 12.       |
| 45        | Maria Vittoria Sperotto (ITA) | 27.       |

| BTC City Ljubljana BTC | BTC City Ljubljana BTC   | BTC City Ljubljana BTC |
| ---------------------- | ------------------------ | ---------------------- |
| Num                    | Ciclista                 | Pos                    |
| 51                     | Maaike Boogaard (NED)    | 83.                    |
| 52                     | Anja Longyka (SLO)       | DNF                    |
| 53                     | Anastasia Chursina (RUS) | 41.                    |
| 54                     | Hayley Simmonds (GBR)    | 105.                   |
| 55                     | Mia Radotić (CRO)        | 30.                    |
| 56                     | Monique van de Ree (NED) | 64.                    |

| Canyon-SRAM Racing CSR | Canyon-SRAM Racing CSR | Canyon-SRAM Racing CSR |
| ---------------------- | ---------------------- | ---------------------- |
| Num                    | Ciclista               | Pos                    |
| 61                     | Alice Barnes (GBR)     | 94.                    |
| 62                     | Tiffany Cromwell (AUS) | 18.                    |
| 63                     | Tanja Erath (GER)      | 110.                   |
| 64                     | Lisa Klein (GER)       | 15.                    |
| 65                     | Rotem Gafinovitz (ISR) | 108.                   |
| 66                     | Alexis Ryan (USA)      | 97.                    |

| CCC-Liv CCC | CCC-Liv CCC                    | CCC-Liv CCC |
| ----------- | ------------------------------ | ----------- |
| Num         | Ciclista                       | Pos         |
| 71          | Marianne Vos (NED)             | 10.         |
| 72          | Valerie Demey (BEL)            | 53.         |
| 73          | Evy Kuijpers (NED)             | 101.        |
| 74          | Marta Lach (POL)               | 103.        |
| 75          | Agnieszka Skalniak-Sójka (POL) | 48.         |

| Doltcini-Van Eyck Sport DVE | Doltcini-Van Eyck Sport DVE     | Doltcini-Van Eyck Sport DVE |
| --------------------------- | ------------------------------- | --------------------------- |
| Num                         | Ciclista                        | Pos                         |
| 81                          | Daniela Reis (POR) (estrada)    | 43.                         |
| 82                          | Pascale Jeuland-Tranchant (FRA) | 29.                         |

| sem equipe ___ | sem equipe ___     | sem equipe ___ |
| -------------- | ------------------ | -------------- |
| Num            | Ciclista           | Pos            |
| 83             | Kelly Markus (NED) | 50.            |

| Doltcini-Van Eyck Sport DVE | Doltcini-Van Eyck Sport DVE | Doltcini-Van Eyck Sport DVE |
| --------------------------- | --------------------------- | --------------------------- |
| Num                         | Ciclista                    | Pos                         |
| 84                          | Victoire Berteau (FRA)      | 87.                         |
| 85                          | Saartje Vandenbroucke (BEL) | 89.                         |
| 86                          | Séverine Eraud (FRA)        | DNF                         |

| FDJ-Nouvelle Aquitaine-Futuroscope FDJ | FDJ-Nouvelle Aquitaine-Futuroscope FDJ | FDJ-Nouvelle Aquitaine-Futuroscope FDJ |
| -------------------------------------- | -------------------------------------- | -------------------------------------- |
| Num                                    | Ciclista                               | Pos                                    |
| 91                                     | Charlotte Becker (GER)                 | 54.                                    |
| 92                                     | Charlotte Bravard (FRA)                | 57.                                    |
| 93                                     | Coralie Demay (FRA)                    | 72.                                    |
| 94                                     | Emilia Fahlin (SWE) (estrada)          | 8.                                     |
| 95                                     | Lauren Kitchen (AUS)                   | 44.                                    |
| 96                                     | Greta Richioud (FRA)                   | 51.                                    |

| Health Mate-Ladies Team HMT | Health Mate-Ladies Team HMT   | Health Mate-Ladies Team HMT |
| --------------------------- | ----------------------------- | --------------------------- |
| Num                         | Ciclista                      | Pos                         |
| 101                         | Sara Mustonen (SWE)           | 49.                         |
| 102                         | Christina Schweinberger (AUT) | 93.                         |
| 103                         | Kathrin Schweinberger (AUT)   | 21.                         |
| 104                         | Laura Süßemilch (GER)         | 70.                         |
| 105                         | Kirstie van Haaften (NED)     | 85.                         |
| 106                         | Kylie Waterreus (NED)         | 67.                         |

| Mitchelton-Scott MTS | Mitchelton-Scott MTS  | Mitchelton-Scott MTS |
| -------------------- | --------------------- | -------------------- |
| Num                  | Ciclista              | Pos                  |
| 111                  | Jessica Allen (AUS)   | 99.                  |
| 112                  | Gracie Elvin (AUS)    | 52.                  |
| 113                  | Grace Brown (AUS)     | 112.                 |
| 114                  | Sarah Roy (AUS)       | 23.                  |
| 115                  | Amanda Spratt (AUS)   | 98.                  |
| 116                  | Moniek Tenniglo (NED) | 80.                  |

| Movistar Team MOV | Movistar Team MOV              | Movistar Team MOV |
| ----------------- | ------------------------------ | ----------------- |
| Num               | Ciclista                       | Pos               |
| 121               | Paula Patiño (COL)             | 92.               |
| 122               | Roxane Fournier (FRA)          | 11.               |
| 123               | Sheyla Gutiérrez (ESP)         | 77.               |
| 124               | Gloria Rodríguez Sánchez (ESP) | 76.               |
| 125               | Lourdes Oyarbide (ESP)         | 106.              |
| 126               | Alba Teruel Ribes (ESP)        | 66.               |

| Parkhotel Valkenburg PHV | Parkhotel Valkenburg PHV  | Parkhotel Valkenburg PHV |
| ------------------------ | ------------------------- | ------------------------ |
| Num                      | Ciclista                  | Pos                      |
| 131                      | Roxane Knetemann (NED)    | 68.                      |
| 132                      | Sofie De Vuyst (BEL)      | 63.                      |
| 133                      | Sylvie Swinkels (NED)     | 109.                     |
| 134                      | Loes Adegeest (NED)       | DNF                      |
| 135                      | Janine van der Meer (NED) | 42.                      |
| 136                      | Lorena Wiebes (NED)       | 2.                       |

| Sunweb SUN | Sunweb SUN               | Sunweb SUN |
| ---------- | ------------------------ | ---------- |
| Num        | Ciclista                 | Pos        |
| 141        | Susanne Andersen (NOR)   | 5.         |
| 142        | Lucinda Brand (NED)      | DNF        |
| 143        | Leah Kirchmann (CAN)     | 26.        |
| 144        | Floortje Mackaij (NED)   | DNF        |
| 145        | Pernille Mathiesen (DEN) | 111.       |
| 146        | Julia Soek (NED)         | 84.        |

| Tibco-Silicon Valley Bank TIB | Tibco-Silicon Valley Bank TIB | Tibco-Silicon Valley Bank TIB |
| ----------------------------- | ----------------------------- | ----------------------------- |
| Num                           | Ciclista                      | Pos                           |
| 151                           | Brodie Chapman (AUS)          | 45.                           |
| 152                           | Lauren Stephens (USA)         | 90.                           |
| 153                           | Alison Jackson (CAN)          | 19.                           |
| 154                           | Nina Kessler (NED)            | 17.                           |
| 155                           | Kendall Ryan (USA)            | 22.                           |
| 156                           | Rozanne Slik (NED)            | 60.                           |

| Virtu Cycling Women TVC | Virtu Cycling Women TVC           | Virtu Cycling Women TVC |
| ----------------------- | --------------------------------- | ----------------------- |
| Num                     | Ciclista                          | Pos                     |
| 161                     | Marta Bastianelli (ITA) (estrada) | 7.                      |
| 162                     | Sofia Bertizzolo (ITA)            | 73.                     |
| 163                     | Barbara Guarischi (ITA)           | 38.                     |
| 164                     | Mieke Kröger (GER)                | 95.                     |
| 165                     | Christina Siggaard (DEN)          | 35.                     |
| 166                     | Katarzyna Pawłowska (POL)         | 69.                     |

| Valcar Cylance VAL | Valcar Cylance VAL              | Valcar Cylance VAL |
| ------------------ | ------------------------------- | ------------------ |
| Num                | Ciclista                        | Pos                |
| 171                | Elisa Balsamo (ITA)             | 6.                 |
| 172                | Marta Cavalli (ITA) (estrada)   | 13.                |
| 173                | Maria Giulia Confalonieri (ITA) | 20.                |
| 174                | Silvia Persico (ITA)            | 71.                |
| 175                | Silvia Pollicini (ITA)          | 59.                |
| 176                | Ilaria Sanguineti (ITA)         | 24.                |

| Trek-Segafredo TFS | Trek-Segafredo TFS            | Trek-Segafredo TFS |
| ------------------ | ----------------------------- | ------------------ |
| Num                | Ciclista                      | Pos                |
| 181                | Lauretta Hanson (AUS)         | 81.                |
| 182                | Lotta Lepistö (FIN) (estrada) | 4.                 |
| 183                | Letizia Paternoster (ITA)     | 37.                |
| 184                | Ellen van Dijk (NED)          | 58.                |
| 185                | Elisa Longo Borghini (ITA)    | 82.                |
| 186                | Trixi Worrack (GER)           | 100.               |

| WNT-Rotor Pro Cycling WNT | WNT-Rotor Pro Cycling WNT     | WNT-Rotor Pro Cycling WNT |
| ------------------------- | ----------------------------- | ------------------------- |
| Num                       | Ciclista                      | Pos                       |
| 191                       | Lisa Brennauer (GER)          | 34.                       |
| 192                       | Claudia Koster (NED)          | 39.                       |
| 193                       | Gabrielle Pilote Fortin (CAN) | 88.                       |
| 194                       | Sarah Rijkes (AUT)            | 79.                       |
| 195                       | Lin Lea Teutenberg (GER)      | 78.                       |
| 196                       | Kirsten Wild (NED)            | 1.                        |

Convenções:
- AB-N: Abandono na etapa "N"
- FLT-N: Retiro por chegada fora do limite de tempo na etapa "N"
- NTS-N: Não tomou a saída para a etapa "N"
- DES-N: Desclassificado ou expulsado na etapa "N"

## UCI WorldTour Feminino
A carreira Três Dias de Bruges–De Panne feminina outorgou pontos para o UCI WorldTour Feminino de 2019 e o UCI World Ranking Feminino, incluindo a todas as corredoras das equipas nas categorias UCI Team Feminino. As seguintes tabelas mostram o barómetro de pontuação e as 10 corredoras que obtiveram mais pontos:
| Posição   | 1.ª | 2.ª | 3.ª | 4.ª | 5.ª | 6.ª | 7.ª | 8.ª | 9.ª | 10.ª | 11.ª | 12.ª | 13.ª | 14.ª | 15.ª | 16.ª-30.ª | 31.ª-40.ª |
| Pontuação | 200 | 150 | 125 | 100 | 85  | 70  | 60  | 50  | 40  | 35   | 30   | 25   | 20   | 15   | 10   | 5         | 3         |

| Classificação |                   |                                    |        |
| Posição       | Ciclista          | Equipo                             | Pontos |
| ------------- | ----------------- | ---------------------------------- | ------ |
| 1.ª           | Kirsten Wild      | WNT-Rotor                          | 200    |
| 2.ª           | Lorena Wiebes     | Parkhotel Valkenburg               | 150    |
| 3.ª           | Lotte Kopecky     | Lotto Soudal Ladies                | 125    |
| 4.ª           | Lotta Lepistö     | Trek-Segafredo                     | 100    |
| 5.ª           | Susanne Andersen  | Sunweb                             | 85     |
| 6.ª           | Elisa Balsamo     | Valcar Cylance                     | 70     |
| 7.ª           | Marta Bastianelli | Virtu                              | 60     |
| 8.ª           | Emilia Fahlin     | FDJ Nouvelle Aquitaine Futuroscope | 50     |
| 9.ª           | Arlenis Sierra    | Astana                             | 40     |
| 10.ª          | Marianne Vos      | CCC-Liv                            | 35     |